# Georgij Petrovič Fedotov
Georgij Petrovič Fedotov (rusky Гео́ргий Петро́вич Федо́тов; 13. října (1. října podle juliánského kalendáře) 1886 Saratov – 1. září 1951 New York) byl ruský náboženský myslitel, filosof, historik a publicista.

## Biografie
Narodil se v Saratově v rodině úředníka. Učil se na voroněžském gymnáziu, kam se jeho rodiče přestěhovali. V letech 1904–1905 studoval Petrohradský technologický institut. V roce 1905 byl uvězněn za účast v sociálně-demokratickém kroužku a poslán do vyhnanství do Německa. Zde navštěvoval přednášky na univerzitě v Jeně. Po návratu do Ruska pokračoval ve studiu na fakultě historie Petrohradské univerzity, kde byl žákem významného medievisty Ivana M. Grevse (1860–1941). Po ukončení studia zde na katedře středověku působil jako soukromý docent, pracoval též v sekci umění petrohradské Veřejné knihovny.
Další vývoj jeho osobnosti zásadně ovlivnili tři z jeho petrohradských učitelů – medievista I. M. Grevs, církevní historik A. V. Kartašov (1875–1960) a myslitel A. Mejer (1876–1939). Ačkoliv nepřestával být přesvědčeným sociálním demokratem, myšlením se postupně více a více klonil na stranu křesťanství. Názorový vývoj G. P. Fedotova tak prodělal obdobný oblouk, který je znám z biografií ostatních velkých osobností tzv. ruské nábožensko-filosofické renesance (Sergeje N. Bulgakova, Nikolaje A. Berďajeva, autorů okruhu almanachu Věchi aj.), totiž, schematicky řečeno, od socialismu (komunismu) přes utopismus až k „idealismu“.
V roce 1924 se vrátil do Saratova, kde přednášel dějiny středověku na místní univerzitě. Publikoval řadu studií o evropském středověku, a také monografii o francouzském teologovi 12. století Petru Abélardovi (Абеляр). Jeho práce o Dante Alighierim byla zakázána sovětskou cenzurou.
V roce 1925 Fedotov vycestoval oficiálně ze SSSR do Německa a odtud se již nevrátil. Následně odjel do Francie, kde byl v letech 1926–1940 profesorem v Pravoslavném teologickém institutu sv. Sergeje. Založil a v letech 1931–1939 vedl časopis Новый град. V pařížském období publikoval knihy: Филипп Митрополит Московский (1928), Святые Древней Руси (1931), Стихи духовные (1935).
Po vypuknutí války a okupaci Francie Fedotov odešel do Spojených států amerických, kde se stal od roku 1943 profesorem v Pravoslavném teologickém semináři sv. Vladimíra (Свято-Владимирская духовная семинария, Saint Vladimir’s Orthodox Theological Seminary). Zde vydal dvousvazkovou monografii The Russian Religious Mind a pokračoval také ve své publicistické činnosti.

## Z myšlenek
Můžeme si vybrat: buď setrváme na vnějškově přesvědčivém, „přirozeně-vědeckém“ hledisku, a to nás dovede k pesimistickému závěru, že země, život, člověk, kultura a svoboda jsou natolik nicotné, že o nich není ani důležité hovořit. Vznikly během náhodné hry živlů na jedné z částeček prachu všehomíra a jsou odsouzeny ke zmizení beze stopy v kosmické noci.
Nebo musíme změnit všechny parametry našeho hodnocení a vycházet nikoliv z množství, ale z kvality. Člověk, jeho duch a jeho kultura se poté stávají vyvrcholením a cílem stvoření. Všechny nesčíslné galaxie existují proto, aby nám dokázali zázrak – svobodné a moudré lidské stvoření je předurčeno královskému panování nad Vesmírem (ze stati „Zrození svobody“).

## Knihy vydané v češtině
- FEDOTOV, Georgij Petrovič. Svatí staré Rusi. Překlad Jitka Komendová, Michal Řoutil. 1. vyd. Červený Kostelec: Pavel Mervart, 2011. 275 s. (Agora; sv. 2). ISBN 978-80-87378-76-2.